# Xã North Muddy, Quận Jasper, Illinois
Xã North Muddy (tiếng Anh: North Muddy Township) là một xã thuộc quận Jasper, tiểu bang Illinois, Hoa Kỳ. Năm 2010, dân số của xã này là 777 người.